# American Society of Civil Engineers
De American Society of Civil Engineers (ASCE), ofwel het Amerikaans Genootschap van Civiel Ingenieurs, is een beroepsorganisatie in de Verenigde Staten. Bouwkundigen en ingenieurs hebben zich in deze organisatie verenigd om hun belangen te behartigen. De ASCE werd in 1852 opgericht en houdt hoofdkwartier in Reston, in de Amerikaanse staat Virginia.

## Alternatieve lijst van zeven wereldwonderen
In 1994 kwam de ASCE via nominatierondes onder haar leden en beoordelingen op technisch vakmanschap, maatschappelijk relevantie en innovatie tot een alternatieve lijst van de zeven wereldwonderen:
1. Kanaaltunnel (Groot-Brittannië en Frankrijk)
2. CN Tower (Toronto, Canada)
3. Empire State Building (New York, Verenigde Staten)
4. Golden Gate Bridge (San Francisco, Verenigde Staten)
5. Itaipudam (Brazilië en Paraguay)
6. De gezamenlijke Zuiderzeewerken en Deltawerken, bescherming tegen de Noordzee (Nederland)
7. Panamakanaal (Panama)

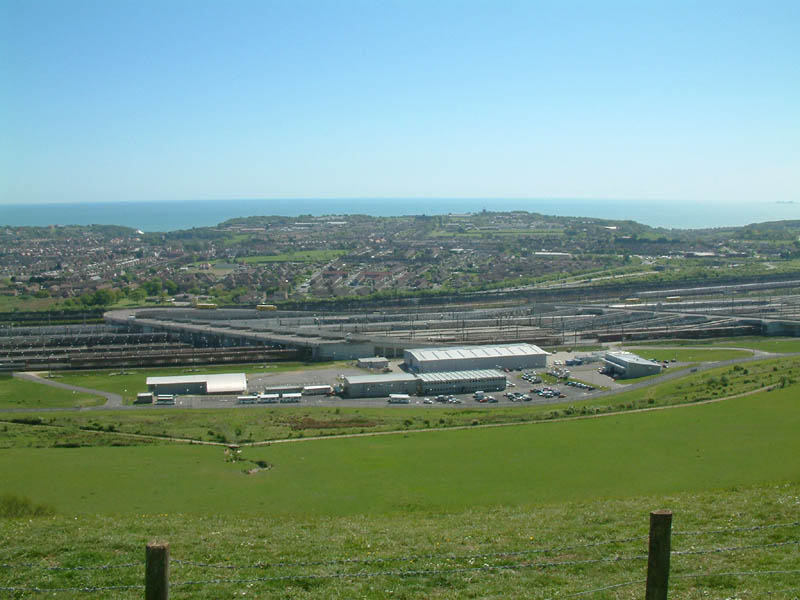
Kanaaltunnel
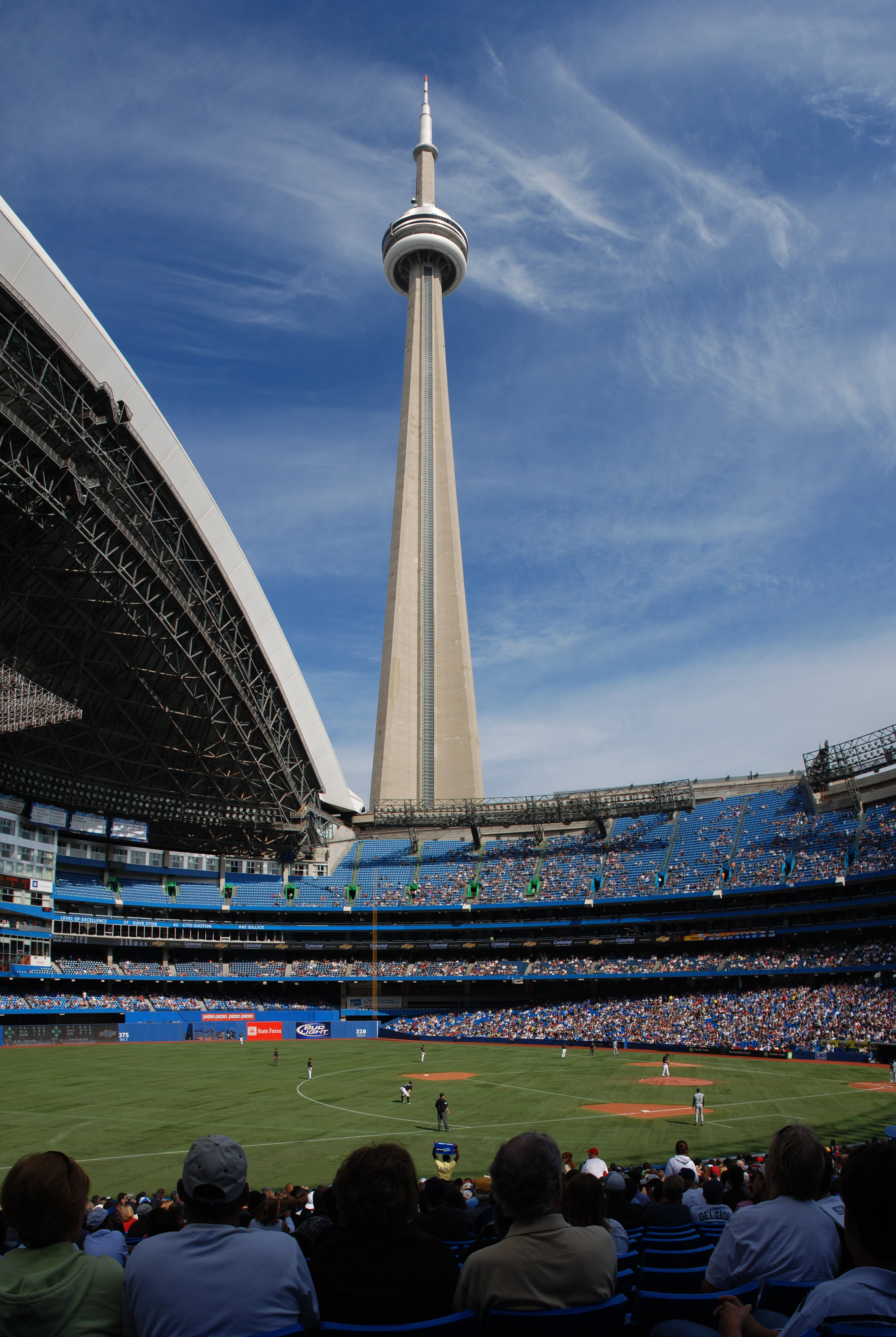
CN Tower
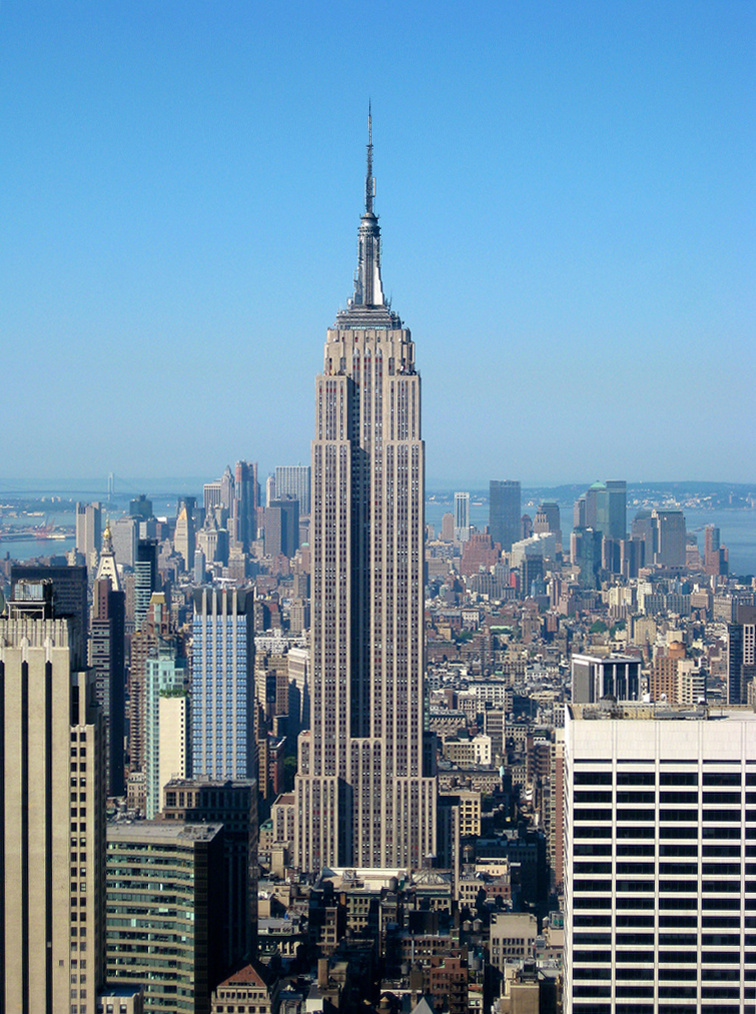
Empire State Building
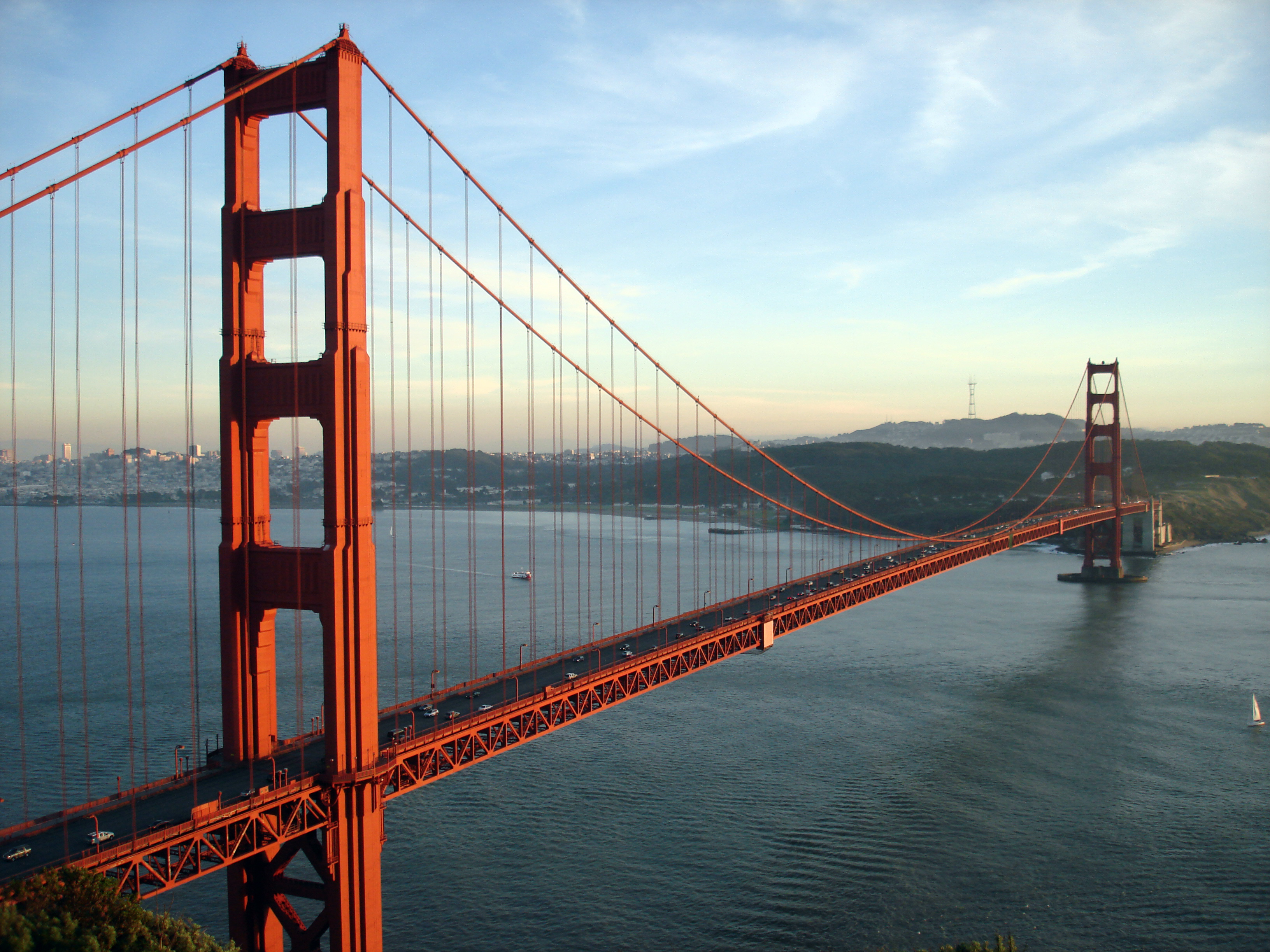
Golden Gate Bridge
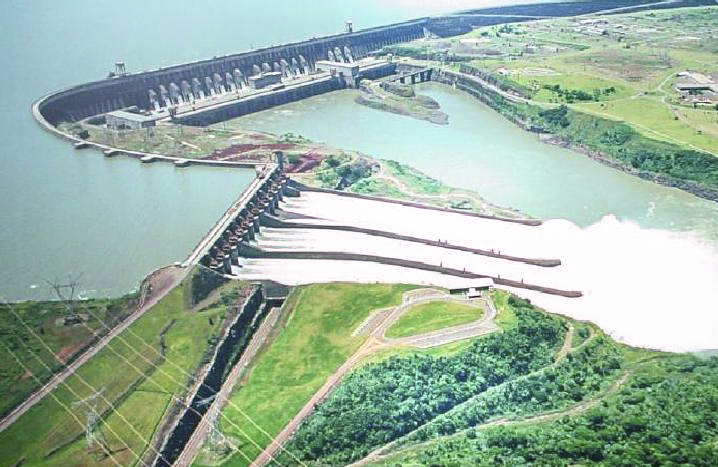
Itaipudam
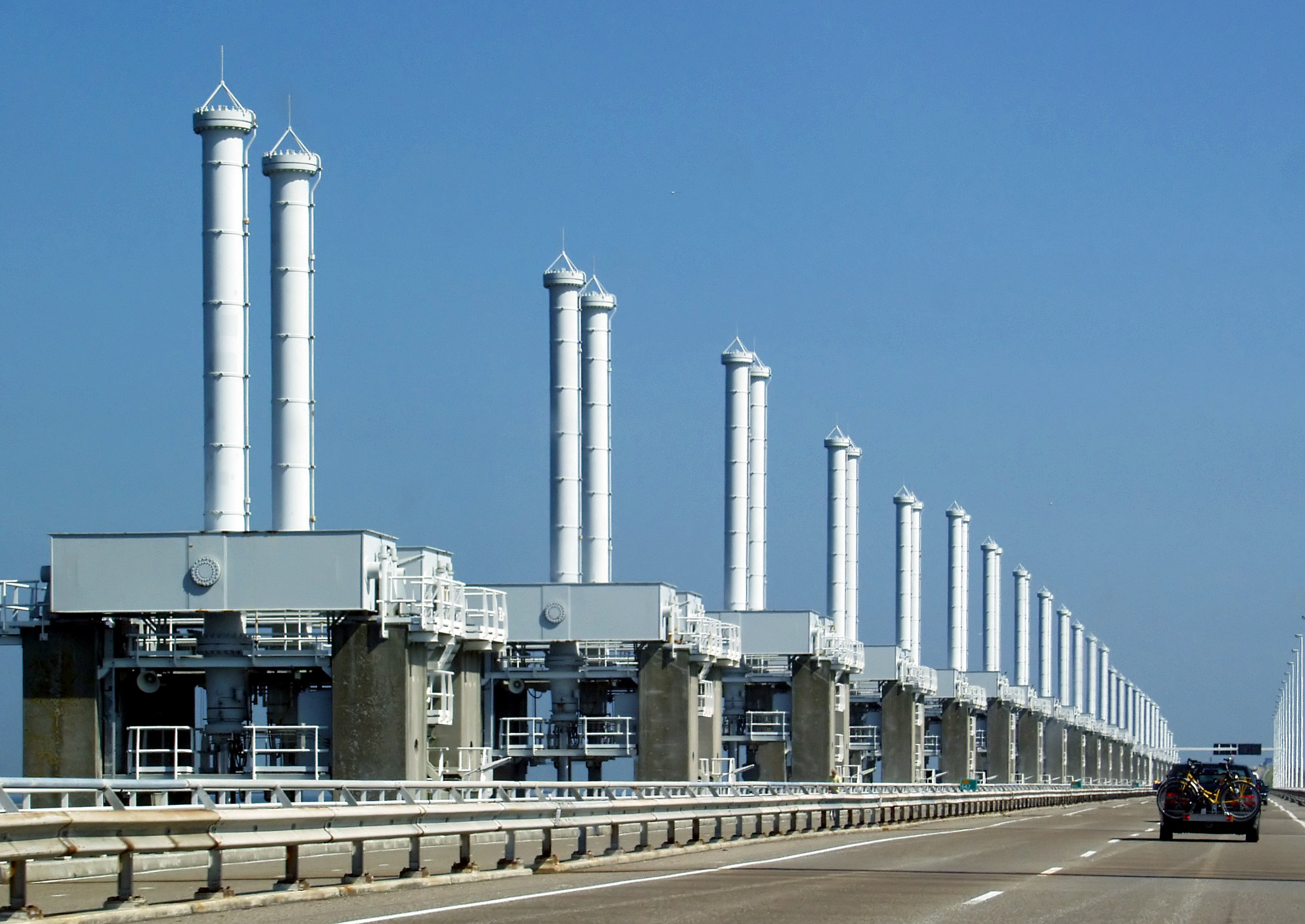
Deltawerken
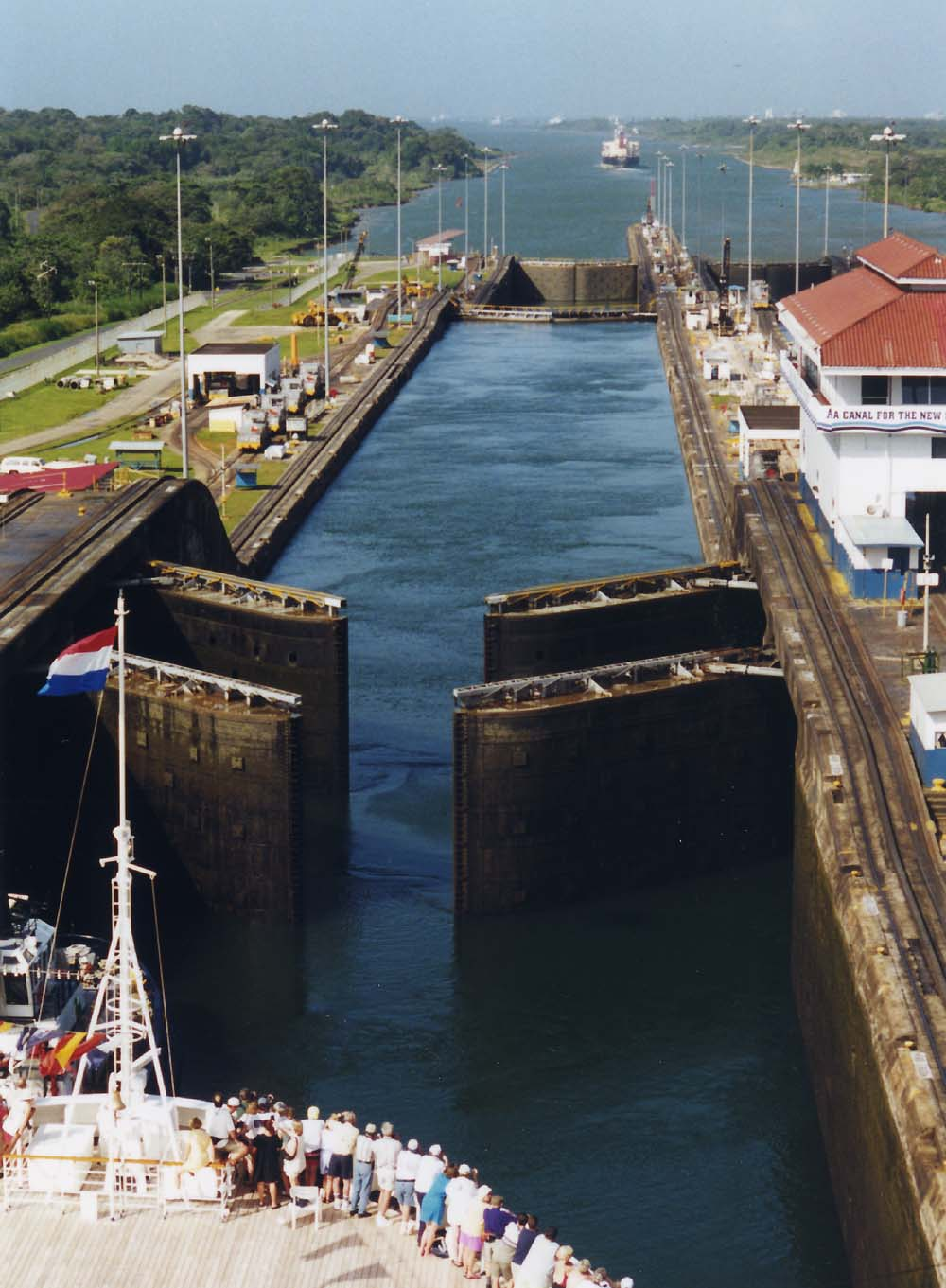
Panamakanaal